# 潘勖
潘勖（2世紀—215年），字元茂，河南尹中牟人，初名芝，後來為了避諱，改名為勖。官至尚書左丞。《冊魏公九錫文》、《尚書令荀彧碑》等出自其手筆。

## 生平
漢獻帝時為尚書郎，後又以其先前為兩千石曹時表現良好，遷尚書右丞兼本職。
建安末的尚書右丞潘勖與魏文帝時的散騎常侍河內王象與衛顗以文章顯於世。
建安二十年（公元215年），遷東海相，上任前留任尚書左丞，當年病死，享年五十餘歲。有集二卷。

## 家庭

### 子
- 潘滿，官至平原郡太守，以学行著称。

### 孫
- 潘尼，字正叔，曾贈陸機詩。

### 侄
- 潘岳，字安仁，西晉文學家。[7][8]

## 評價
- 劉勰：昔潘勖錫魏，思摹經典，群才韜筆，乃其骨髓峻也。《文心雕龍/風骨》
- 殷芸：魏國初建，潘勖字元茂，為策命文。自漢武以來未有此制，勖乃依商、周憲章，唐、虞辭義，溫雅與典誥同風，於時朝士皆莫能措一字。[9]
- 《潘勖別傳》：勖寬賢容衆，與天下人等休戚，同有無，不以家財吻己有。[10]